# Viễn tải lượng tử
Viễn tải lượng tử là một quá trình mà theo đó toàn bộ thông tin của một qubit (đơn vị cơ bản của thông tin lượng tử) có thể được truyền chính xác từ địa điểm này đến địa điểm khác mà không kèm theo sự di chuyển trong không gian của vật thể mang qubit. Tốc độ truyền tải không phải là tức thời, do tốc độ truyền tải thông tin không thể nhanh hơn tốc độ ánh sáng.
Hiện tại khoảng cách kỉ lục về viễn tải lượng tử là 143 km.

## Mô hình
Gồm có một qubit cần truyền, một kênh truyền thông cổ điển, một cặp qubit vướng lượng tử với nhau
1.Một cặp qubit vướng lượng tử được tạo ra, một gửi đến A, một gửi đến B là nơi cần truyền đến
2.Tại vị trí A, một phép đo Bell của qubit cần chuyển và một qubit của hệ vướng lượng tử được thực hiện
3.Thông tin phép đo được gửi đến B qua kênh truyền thông cổ điển
4.Tại B, dựa vào thông tin truyền đến, qubit còn lại của hệ vướng lượng tử được biến đổi thành qubit cần truyền

## Chi tiết[2]
Giả sử Alice có một electron e1 có trạng thái {\displaystyle |\phi \rangle _{1}} = a {\displaystyle |\uparrow \rangle _{1}} + b {\displaystyle |\downarrow \rangle _{1}} và muốn truyền trạng thái của hạt này cho Bob.
Alice tạo ra một hệ hai electron vướng lượng tử với nhau e2, e3 có trạng thái {\displaystyle |\psi \rangle _{23}} = {\displaystyle {\frac {1}{\sqrt {2}}}} ({\displaystyle |\uparrow \rangle _{2}|\downarrow \rangle _{3}+|\downarrow \rangle _{2}}{\displaystyle |\uparrow \rangle _{3}})
Alice giữ e2 lại cho mình và đưa e3 cho Bob. Trạng thái của hệ ba hạt là:
{\displaystyle |\psi \rangle _{123}} = {\displaystyle |\phi \rangle _{1}} {\displaystyle |\psi \rangle _{23}}
Alice đo trạng thái của hệ 2 hạt e1, e2. Có bốn khả năng xảy ra:
{\displaystyle |\psi \rangle _{12}^{+}} = {\displaystyle {\frac {1}{\sqrt {2}}}}{\displaystyle (|\uparrow \rangle _{1}|\downarrow \rangle _{2}+|\downarrow \rangle _{1}}{\displaystyle |\uparrow \rangle _{2})}
{\displaystyle |\psi \rangle _{12}^{-}} = {\displaystyle {\frac {1}{\sqrt {2}}}}{\displaystyle (|\uparrow \rangle _{1}|\downarrow \rangle _{2}-|\downarrow \rangle _{1}}{\displaystyle |\uparrow \rangle _{2})}
{\displaystyle |\phi \rangle _{12}^{+}} = {\displaystyle {\frac {1}{\sqrt {2}}}}{\displaystyle (|\uparrow \rangle _{1}|\uparrow \rangle _{2}+|\downarrow \rangle _{1}}{\displaystyle |\downarrow \rangle _{2})}
{\displaystyle |\phi \rangle _{12}^{-}} = {\displaystyle {\frac {1}{\sqrt {2}}}}{\displaystyle (|\uparrow \rangle _{1}|\uparrow \rangle _{2}-|\downarrow \rangle _{1}}{\displaystyle |\downarrow \rangle _{2})}
Trạng thái của hệ ba hạt:
{\displaystyle |\psi \rangle _{123}} = {\displaystyle |\phi \rangle _{1}} {\displaystyle |\psi \rangle _{23}}
= (a {\displaystyle |\uparrow \rangle _{1}} + b {\displaystyle |\downarrow \rangle _{1}}) ({\displaystyle {\frac {1}{\sqrt {2}}}} ({\displaystyle |\uparrow \rangle _{2}|\downarrow \rangle _{3}+|\downarrow \rangle _{2}}{\displaystyle |\uparrow \rangle _{3}}))
= {\displaystyle {\frac {a}{\sqrt {2}}}}({\displaystyle |\uparrow \rangle _{1}|\uparrow \rangle _{2}|\downarrow \rangle _{3}-|\uparrow \rangle _{1}|\downarrow \rangle _{2}|\uparrow \rangle _{3}}) + {\displaystyle {\frac {b}{\sqrt {2}}}}({\displaystyle |\downarrow \rangle _{1}|\uparrow \rangle _{2}|\downarrow \rangle _{3}-|\downarrow \rangle _{1}|\downarrow \rangle _{2}|\uparrow \rangle _{3}})
Nhân vô hướng các khả năng với {\displaystyle |\psi \rangle _{123}} ta có:
{\displaystyle \langle \psi _{12}^{-}|\psi _{123}\rangle ={\frac {1}{2}}(-a|\uparrow \rangle _{3}-b|\downarrow \rangle _{3})}
{\displaystyle \langle \psi _{12}^{+}|\psi _{123}\rangle ={\frac {1}{2}}(-a|\uparrow \rangle _{3}+b|\downarrow \rangle _{3})}
{\displaystyle \langle \phi _{12}^{-}|\psi _{123}\rangle ={\frac {1}{2}}(a|\uparrow \rangle _{3}+b|\downarrow \rangle _{3})}
{\displaystyle \langle \phi _{12}^{+}|\psi _{123}\rangle ={\frac {1}{2}}(a|\uparrow \rangle _{3}-b|\downarrow \rangle _{3})}
Bởi vì:
{\displaystyle |\psi _{12}^{-}\rangle \langle \psi _{12}^{-}|+|\psi _{12}^{+}\rangle \langle \psi _{12}^{+}|+|\phi _{12}^{-}\rangle \langle \phi _{12}^{-}|+|\phi _{12}^{+}\rangle \langle \phi _{12}^{+}|={\hat {1}}}
Ta có:
{\displaystyle |\psi \rangle _{123}={\hat {1}}|\psi \rangle _{123}}
= {\displaystyle |\psi _{12}^{-}\rangle \langle \psi _{12}^{-}|\psi \rangle _{123}+|\psi _{12}^{+}\rangle \langle \psi _{12}^{+}|\psi \rangle _{123}+|\phi _{12}^{-}\rangle \langle \phi _{12}^{-}|\psi \rangle _{123}+|\phi _{12}^{+}\rangle \langle \phi _{12}^{+}|\psi \rangle _{123}}
= {\displaystyle {\frac {1}{2}}(|\psi _{12}^{-}\rangle (-a|\uparrow \rangle _{3}-b|\downarrow \rangle _{3})+|\psi _{12}^{+}\rangle (-a|\uparrow \rangle _{3}+b|\downarrow \rangle _{3})+|\phi _{12}^{-}\rangle (a|\uparrow \rangle _{3}+b|\downarrow \rangle _{3})+|\phi _{12}^{+}\rangle (a|\uparrow \rangle _{3}-b|\downarrow \rangle _{3})}
Từ phương trình trên, suy ra:
Nếu Alice đo được {\displaystyle |\psi _{12}^{-}\rangle } thì e3 sẽ có trạng thái {\displaystyle |\psi \rangle _{3}=-a|\uparrow \rangle _{3}-b|\downarrow \rangle _{3}}
Bob tác động {\displaystyle {\begin{pmatrix}-1&0\\0&-1\end{pmatrix}}{\begin{pmatrix}-a\\-b\end{pmatrix}}=|\phi \rangle _{1}}
Nếu Alice đo được {\displaystyle |\psi _{12}^{+}\rangle } thì e3 sẽ có trạng thái {\displaystyle |\psi \rangle _{3}=-a|\uparrow \rangle _{3}+b|\downarrow \rangle _{3}}
Bob tác động {\displaystyle {\begin{pmatrix}-1&0\\0&1\end{pmatrix}}{\begin{pmatrix}-a\\b\end{pmatrix}}=|\phi \rangle _{1}}
Nếu Alice đo được {\displaystyle |\phi _{12}^{-}\rangle } thì e3 sẽ có trạng thái {\displaystyle |\psi \rangle _{3}=a|\uparrow \rangle _{3}+b|\downarrow \rangle _{3}}
Bob tác động {\displaystyle {\begin{pmatrix}0&1\\1&0\end{pmatrix}}{\begin{pmatrix}b\\a\end{pmatrix}}=|\phi \rangle _{1}}
Nếu Alice đo được {\displaystyle |\phi _{12}^{+}\rangle } thì e3 sẽ có trạng thái {\displaystyle |\psi \rangle _{3}=a|\uparrow \rangle _{3}-b|\downarrow \rangle _{3}}
Bob tác động {\displaystyle {\begin{pmatrix}0&1\\-1&0\end{pmatrix}}{\begin{pmatrix}-b\\a\end{pmatrix}}=|\phi \rangle _{1}}